# I Love Rock 'n' Roll
«I Love Rock 'n Roll» es una canción de rock, escrita en 1975 por Alan Merrill y Jake Hooker de The Arrows. La canción fue un éxito interpretada por Joan Jett en 1982.

## Versión original
«I Love Rock 'n Roll» fue originalmente grabada y lanzada por The Arrows en 1975, bajo la discográfica RAK Records, y producida por Mickie Most. Esta versión inicialmente fue lanzada como Cara B, aunque tras una decisión de la discográfica, se convirtió en Cara A. La canción no tuvo éxito en las listas, a consecuencia de la falta de promoción por parte de la discográfica de la banda. Alrededor del mundo, la canción ha alcanzado una gran prominencia tras el éxito de las versiones que se han realizado de ella. "I Love Rock 'n' Roll" está en la lista Top 100 Canciones del siglo XX, de acuerdo a The National Endowment for the Arts. La canción logró el puesto 484 en las 500 Canciones Más Exitosas de Rolling Stone.

## Versión de Joan Jett
«I Love Rock 'n Roll» fue doble versión por Joan Jett, quien vio la actuación de The Arrows en un programa de televisión, cuando se encontraba en su gira inglesa con The Runaways. La primera grabación que Jett realizó de este tema fue en 1979, con dos de los Sex Pistols: Steve Jones y Paul Cook. Dicha primera versión no fue un éxito. En 1982, Jett regrabó la canción, esta vez, con su banda The Blackhearts, fue entonces cuando la canción se transformó en n.º 1 en el Billboard Hot 100 durante siete semanas, convirtiéndose en el más importante sencillo en la carrera de Jett. Este éxito hizo que el álbum homónimo I Love Rock & Roll de Jett se hiciera con el número 2 en los Estados Unidos.
El video musical, en blanco y negro, fue todo un éxito en el entonces nuevo canal MTV. En él, Joan Jett y los Blackhearts, se dirigen a un pequeño bar para realizar una interpretación de la canción y cantar el famoso coro. Jett canta "I love rock and roll" con otra versión (su versión "Crimson and Clover" de Tommy James y los Shondells, que fue un éxito en el Top 10 de los Estados Unidos).
En marzo de 2005, La Revista Q ubicó en la posición n.º 85 a la versión de Jett en su lista de los 100 Temas de Guitarra Más Exitosos.
La versión grabada en 1982 con los Blackhearts apareció en el videojuego de PlayStation 2, Guitar Hero y en el videojuego Rock Band 3.
El 2 de septiembre de 2013 la revista Billboard publicó su lista Hot 100 55th Anniversary: The All-Time Top 100 Songs donde se colocó en la posición nº65.

## Otras versiones
«I Love Rock 'n' Roll» ha sido una canción de la que se han hecho muchas versiones, la han grabado artistas notables como:
- Britney Spears
- L'Arc~en~Ciel
- Moderatto como "Quiero Rock & Roll"
- Alex Gaudino & Jason Rooney (Radio Edit)
- Vazquez Sounds
- Hayseed Dixie (Country Version)
- Miley Cyrus
- Lee Da Hae (Korean Version)
- Aerolíneas Federales como "Quiero Rock & Roll" - Letra alternativa escrita por Luis Santamarina.
- La era del rock - Película del 2012
- Adam Levine, Blake Shelton, Cee Lo Green y Christina Aguilera hicieron una versión de esta canción en el inicio de la quinta temporada de La Voz.
- Sara Tunes interpretó la versión de Spears.
- Rama Comercial de mantequilla en Colombia adaptando letra a su ritmo.
- Eminem, por la canción Remind Me de su álbum Revival del año 2017.
- Los Berzas, grupo zaragozano, hicieron una versión cuyo estribillo es «Yo amo el jamón, y el pan untaíco con tomate, yo amo el jamón, el de Teruel y no el de York».
- Javier Rodríguez Macpherson
- L.A Guns